# Dendryphantes caporiaccoi
Dendryphantes caporiaccoi là một loài nhện trong họ Salticidae.
Loài này thuộc chi Dendryphantes. Dendryphantes caporiaccoi được Carl Friedrich Roewer miêu tả năm 1951.